# Ерджиес
Ерджие́с дагъ (на турски: Erciyes Dağı, изговаря се Ерджийес даъ) е най-високия връх и планина на Анатолийското плато в Турция. Височината му е 3917 m.
Намира се на около 25 km южно от град Кайсери. Представлява силно ерозирал конус на затихнал вулкан.
Едноименната планина носи неговото име и е двувърха, като втория връх се издига на 3703 m. В диаметър планината има 72 km, а площта ѝ е 3800 km2.